# Nadi (joga)
Nadi (dosł. „kanał, naczynie, żyła, arteria”, także „nerw”)
– składnik ciała pranicznego w hinduizmie, subtelny przewód w pranaśarirze (pranamajakośi), którym przepływa jedna z pran (energii życiowych) człowieka. Jego rolę można porównać do tętnicy transportującej krew w ciele fizycznym (sthulaśarira). Proces oczyszczania kanalików nadi nosi nazwę nadiśodhana.

## Liczba kanałów
Różne źródła nie zawsze są zgodne, co do ilości przewodów prany u człowieka:
- 101 – Bryhadaranjakopaniszad, Kathopaniszad
- 72 000 – Hathajogapradipika
- 350 000 – Śiwasanhita

## Trzy główne kanały nadi, biegnące wzdłuż kręgosłupa
- suszumnanadi – centralny nadi
- idanadi (ćandranadi) – nadi energii lunarnej
- pingalanadi (surjanadi) – nadi energii solarnej

(Jan van Rijckenborgh interpretuje występowanie charakterystyki kanału pingala w treści Dziejów Apostolskich pod symbolicznym imieniem Ananiasz).